# Steve Harris
Stephen Percy Harris (ur. 12 marca 1956) – angielski muzyk rockowy, gitarzysta basowy, założyciel heavymetalowego zespołu Iron Maiden. Uważany za jednego z największych oraz najbardziej wpływowych basistów, kompozytorów i liderów zespołu muzycznego w historii ciężkiego rocka.

## Życiorys
S. Harris pochodzi z Leytonstone we wschodnim Londynie. Od najmłodszych lat interesował się piłką nożną. Sam jest zagorzałym kibicem West Ham United F.C., w przeciwieństwie do swojego ojca i dziadka, którzy kibicowali drużynie Leyton Orient F.C. Sam pragnął zostać piłkarzem, jednak pojawiła się w jego życiu muzyka, która zajęła pierwsze miejsce. Na początku chciał zostać perkusistą, lecz m.in. braku miejsca w mieszkaniu zdecydował się na instrument z nią współpracujący. W wieku 17 lat kupił za 40 funtów kopię gitary basowej Fendera.

## Kariera muzyczna
W 1972 r. Harris założył ze szkolnym kolegą, gitarzystą Dave’em Smithem, zespół pod nazwą Influence. W skład tej formacji wchodzili Paul Sears (perkusja), Tim Wotsit (gitara rytmiczna) i Bob Verschoyle (śpiew). Jedyny koncert grupy odbył się w ramach miejscowego konkursu młodych talentów w Poplar. Zespół wykonał trzy utwory i zajął 2. miejsce. Po konkursie zmienił nazwę na Gypsy’s Kiss. W 1973 Harris opuścił grupę. Powodem była rozbieżność aspiracji basisty z umiejętnościami muzycznymi reszty zespołu. Kolejnym doświadczeniem muzycznym Harrisa była gra w latach 1974–1975 w zespole Smiler. Członkami grupy byli poza młodym basistą także gitarzyści Mick Clee i Tony Clee oraz wokalista Dennis Wilcock i perkusista Doug Sampson (obaj w późniejszych latach przez chwile grali w Iron Maiden).

### Iron Maiden
Steve Harris jako założyciel i lider zespołu Iron Maiden, gra do dzisiaj (stażem dorównuje mu jedynie Dave Murray, który po raz pierwszy dołączył do zespołu w 1976). Należy również dodać, iż basista jest autorem bądź współautorem znacznej większości tekstów oraz kompozycji. Iron Maiden są uważani za jeden z największych i najbardziej wpływowych zespołów nurtu heavy metal w historii. Jako pionierzy stylu NWOBHM uważani są obecnie za ikonę muzyki rockowej i metalowej, a ich wizerunek oraz brzmienie zainspirowało literalnie tysiące wykonawców reprezentujących różnorakie odłamy heavy metalu oraz rocka w ostatnich 40 latach profesjonalnej aktywności estradowej Brytyjczyków. MTV uznała ich za czwarty pod względem istotności dla rozwoju ciężkiego rocka zespół w historii, zaś w 2005 roku zostali włączeni do „Rockwalk Of Fame” w Kalifornii.
Liczba wydawnictw i przedsięwzięć zrealizowanych w hołdzie dla brytyjskiej formacji, można szacować w setkach, co więcej – reinterpretacje dokonań formacji składają się na niezwykle szeroki wachlarz wariantów stylistycznych, jak: metal, rock, soul, pop, klasyka, muzyka symfoniczna, alternatywna, elektro, techno, industrial, hip – hop, rap, reggae, ska, chorały, pastisze, muzyka fortepianowa, smyczkowa czy wykonania akustyczne z zastosowaniem szerokiego spektrum instrumentów klasycznych.
Podobnie jak muzyka, niezwykle wpływowymi okazały się image oraz towarzysząca mu estetyka, stworzona w latach 80. XX w. przez Dereka Riggsa oraz charakterystyczna czcionka (Metal Lord) znana z logo grupy. Na potrzeby promocyjne sięgnął po nią David Bowie podczas kampanii reklamowej jednej ze swoich tras koncertowych. Iron Maiden są uznawani za brytyjską instytucję, jeden z największych zespołów koncertowych w historii, ponadczasową markę. Grupa niezmiennie pozostaje wierna wypracowanej przez lata stylistyce muzycznej oraz konwencji estetycznej, unikając dyskusyjnych kompromisów, zdradzających tendencje do koniunkturalizmu i komercjalizacji, korelujących ze zmieniającymi się trendami. Dla milionów odbiorców zespół pozostaje synonimem terminu „heavy metal”. Muzycy wielokrotnie dali się poznać jako przeciwnicy establishmentu – zwłaszcza w kontekście wpływu przedstawicieli opiniotwórczych instytucji show-biznesu na kwestię wolności wypowiedzi i niezależności artystycznej. Postawę grupy wobec korporacyjnego lobby przemysłu muzycznego wymownie obrazuje wypowiedź Bruce’a Dickinsona, w której nazwał on decydentów „Rock and Roll Hall of Fame”: Bandą pieprzonych, świętoszkowatych Amerykanów, którzy nie wiedzieli co to rock, dopokąd ten nie uderzył ich prosto w twarz. Grupa poprzez odmowę uczestnictwa w tzw. branżowych imprezach, wielokrotnie bojkotowała etos świata celebrytów popkultury, ostentacyjnie eksponując własną niezależność i niechęć wobec medialnie budowanej, sztucznie eskalowanej popularności.
W plebiscycie związanym z obchodami „Diamentowego Jubileuszu Panowania Królowej Brytyjskiej” album The Number Of The Beast (1982) został uznany za najlepszy krążek brytyjski. Płyty nagrane przez zespół w tzw. okresie klasycznym (1980 – 1988) zalicza się w poczet najwybitniejszych osiągnięć w historii ciężkiego rocka. Iron Maiden wprowadzili do heavy metalu elementy znane z dokonań kultury wyższego rzędu (historiografia, kinematografia, literatura czy filozofia) oraz wzbogacili ten dość hermetyczny subgatunek rocka o szereg elementów progresywnych, epickich czy nawet lirycznych. Uczynili z metalu sztukę, którą warto docenić. Zdaniem wybitnych specjalistów oraz uznanych na całym świecie dziennikarzy muzycznych, autorów licznych biografii i opracowań z dziedziny szeroko pojętego rocka, jak Joe Shooman, Neil Daniels, Malcolm Dome, Eddie Trunk, Mick Wall, Garry Bushell, Chris Welch, Masa Itoh czy Dom Lawson, Iron Maiden będąc pionierami swoich czasów wraz z innymi, znaczącymi formacjami brytyjskimi Black Sabbath, Judas Priest, Motörhead oraz wzorującymi się na szkole „NWOBHM”, amerykańskimi grupami Metallica i Slayer, w najszerszym wymiarze wpłynęli na zdefiniowanie i wieloletni rozwój zjawiska określanego terminem ‘heavy metal’. Ich sukcesy komercyjne znacząco motywowały do działania literalnie tysiące wykonawców na całym świecie. Zaznacza się, iż wpływ grupy na kształtowanie się gatunku oraz ekstrapolowanie metalowego, kontrowersyjnego wizerunku, a przede wszystkim bezkompromisowej twórczości do świadomości powszechnego odbiorcy, jest obecnie trudny do przecenienia.

### British Lion
We wrześniu 2012 roku, Harris opublikował swój pierwszy album solowy, British Lion. Płytę przygotowano z identycznie nazwanym zespołem, zaś materiał został skomponowany już we wczesnych latach 90. XX wieku. Harris przez cały ten okres pozostawał w kontakcie z wokalistą Richardem Taylorem, oraz gitarzystą Grahamem Lesliem. Album, na który składały się kompozycje utrzymane w duchu hard rocka lat ’70., był nagrywany przez wiele lat, pomiędzy kolejnymi etapami tras koncertowych Iron Maiden. W wywiadzie dla magazynu Kerrang! z września 2012 roku, Harris stwierdził, iż postrzega album bardziej w charakterze „projektu pobocznego” niż stricte solowego dokonania.
Artysta wyruszył w dwie trasy klubowe po Europie w 2013 oraz 2014 roku, kolejne trasy odbyły się w roku 2016. Drugiego września 2016, Harris oświadczył, iż posiada sporo materiału zarejestrowanego podczas zagranych koncertów, który w przyszłości ukaże się na albumie koncertowym British Lion. Na rok 2018 zapowiedziano koncerty w Kanadzie, Japonii oraz Ameryce Południowej. Muzycy pracowali również nad nagraniem drugiego albumu studyjnego, który miał pokazywać bardziej dynamiczne oblicze twórczości projektu. Z końcem października 2018 r. udostępniono utwór „Spit Fire” promujący identycznie zatytułowany album studyjny formacji.

## Styl muzyczny

### Technika gry
Steve Harris należy do najlepszych i najbardziej wpływowych muzyków gatunku heavy metal oraz uznawany jest za jednego z basistów wszech czasów. Najbardziej znany jest ze spopularyzowania „galopującego” stylu gry, zazwyczaj opartego na ósemkach, po których następują dwie szesnastki zagrane w szybkim tempie (przykładowo w kompozycjach „The Trooper” oraz „Run to the Hills”) lub po trzy ósemki, które zawsze wydobywa za pomocą niezwykle szybkiej pracy dwóch palców, wskazującego i środkowego. Często w swojej grze używa on akordów, co nie jest często spotykane u basistów. Kolejnym elementem typowym dla Harrisa jest niska akcja strun w jego gitarze, co przy agresywnej i szybkiej grze powoduje charakterystyczny metaliczny wydźwięk powodowany przez obijanie się strun od progów w gitarze. Jego styl wywarł wpływ na tysiące basistów reprezentujących cięższe odmiany rocka. Muzyk dokładniej opisał swój styl gry na bonusowym DVD do albumu A Matter of Life and Death. Zdaniem gitarzysty Janicka Gersa Steve wypracował styl, który nie sposób skopiować. Jego bas brzmi niczym gitara prowadząca. To napędza zespół i stwarza fundament pod muzykę. Gra Harrisa przypomina również partie gitary rytmicznej, brzmiące jednak znacznie niżej.

### Muzyczne inspiracje
Muzyk w młodości inspirował głównie zespołami z lat 70. XX w. grających rock alternatywny czy wczesny hard rock i heavy metal. Do tych zespołów można zaliczyć Black Sabbath, Deep Purple, Emerson, Lake & Palmer, Genesis, Jethro Tull, Led Zeppelin, Pink Floyd, Thin Lizzy, UFO, Uriah Heep, Wishbone Ash, czy Yes. Największą inspiracje która widać w jego kompozycjach, a mianowicie harmoniczna gra melodii przez dwie gitary były zespoły Wishbone Ash i Thin Lizzy. Sam muzyk często na początku kariery określał Iron Maiden jako zespół grający „heavy rock”, a samą nazwę NWOBHM, która została przypisana do jego zespołu i wielu innych na początku lat 80 przez dziennikarzy za niedorzeczną.

## Życie prywatne

### Rodzina
Najstarsza córka artysty, Lauren Harris jest wokalistką, wraz z własnym zespołem supportowała Iron Maiden podczas tras A Matter of Life and Death Tour oraz Somewhere Back in Time World Tour. W roku 2008, artystka opublikowała solowy album zatytułowany Calm Before the Storm, w jego przygotowaniu uczestniczył S. Harris. W późniejszym czasie Lauren występowała m.in. w projekcie Kingdom of I oraz Six Hour Sundown. Starszy syn Harrisa, George, gra na gitarze w formacji The Raven Age, kapela ta otwierała koncerty trasy The Book of Souls World Tour Iron Maiden. Druga z najstarszych córek słynnego basisty, Kerry, pracuje jako Asystent Produkcji w ekipie Iron Maiden, natomiast trzecia córka, Faye, jest dziennikarką specjalizującą się w zagadnieniach związanych ze światem mody i designu, pracuje dla Huff Post.
W roku 1993 Steve Harris rozwiódł się z żoną, Lorraine, którą poznał w wieku 16 lat. Jak stwierdził po latach był to najtrudniejszy okres w całym moim życiu, kryzys emocjonalny oraz nagłe zmiany w życiu osobistym zaważyły na atmosferze albumu The X Factor Iron Maiden.

### Miejsca zamieszkania
Począwszy od 1985 roku, Harris jest właścicielem zabytkowej posiadłości Klasy II mieszczącej się w Sheering Hall, Essex, na jej terenie mieści się studio nagraniowe „Barnyard”, kort tenisowy, sauna, sala prób, siłownia, kryty basen, kino, prywatny pub, salon gier, salon bilardowy, boisko sportowe, czytelnia oraz hall ze zbiorami dzieł sztuki. Muzyk posiada nieruchomości w Los Angeles, na Bahamach oraz letnią willę w portugalskim Faro.

## Zainteresowania oraz umiejętności
Oprócz gry na gitarze basowej, komponowania i pisania tekstów muzyk jako założyciel i lider zespołu pełni również inne role w zespole, takie jak:
- projektowanie logotypów i grafik,
- aranżowanie utworów muzycznych,
- produkcja i miksowanie nagrań,
- edycja i reżyseria klipów,
- edycja i reżyseria filmów koncertowych,
- gra na instrumentach klawiszowych,
- śpiewanie chórków,
- gra na akustycznej gitarze basowej.

Steve Harris jest znany ze znaczącego wpływu na fazę produkcji oraz miksów ścieżek dźwiękowych na poszczególnych albumach Iron Maiden. Proces ten trwa od początku lat ’90. XX wieku, kiedy to kolejne płyty były nagrywane w jego prywatnym studio. Od momentu publikacji płyty Brave New World, z namowy Bruce’a Dickinsona formacja zaprzestała nagrywania w tym miejscu, wynajęto producenta Kevina Shirleya z którym Harris współprodukował kolejne albumy.
Muzyk wyreżyserował oraz zmontował wiele produkcji audio-wizualnych zespołu, począwszy od Maiden England wydanego w 1989 roku. Pomimo iż nie nosił się z takim zamiarem, wyedytował DVD Rock in Rio, gdyż pracę wykonaną przez wynajętą ekipę uważał za niesatysfakcjonującą. Harris na potrzeby tegoż projektu samodzielnie opanował umiejętność cyfrowej edycji wideo. Zakupił profesjonalną konsoletę cyfrową, na której zmontował kolejne DVD grupy, zatytułowane Death on the Road. Artysta wyprodukował oraz wyreżyserował szereg teledysków Iron Maiden, wśród nich „Infinite Dreams”, „Holy Smoke”, „Tailgunner” czy „Bring Your Daughter...To the Slaughter”.
Muzyk od najmłodszych lat fascynował się literaturą historyczną, kinematografią, zjawiskami paranormalnymi oraz problematyką społeczną. Poza ciężkim rockiem Harris fascynuje się także muzyką klasyczną, symfoniczną oraz filmową i progresywną. Pasje te od samego początku wywierały ogromne piętno na twórczości Iron Maiden. W licznych wywiadach otwarcie deklaruje przywiązanie i szacunek dla szeroko pojętej kultury anglosaskiej, nazwał siebie brytyjskim patriotą.

### Piłka nożna
Jako zapalony piłkarz Harris od dzieciństwa grał w lokalnych klubach amatorskich, później został zwerbowany przez Wally’ego St Piera, który zaprosił go by trenował w West Ham United F.C., którego to klubu Steve jest kibicem od dzieciństwa do dziś. Mimo iż dotąd Harris pragnął zostać zawodowym piłkarzem, zrozumiał, iż nie jest to jego prawdziwym powołaniem. Jednakże muzyk od lat bierze udział w okolicznościowych rozgrywkach piłkarskich, formując swoją drużynę, nazywaną „Maidonians” złożonej przez muzyków Iron Maiden, ludzi zaprzyjaźnionych z zespołem czy ekipy technicznej która gra w trakcie tras koncertowych z drużynami zwykle złożonych z dziennikarzy. Wciąż także Harris wspiera West Ham United, utrzymując kontakt z zawodnikami i zarządem klubu. Sygnowany nazwiskiem muzyka model gitary basowej Fender Precission zdobi herb West Ham United F.C. Powiedzenie „Up The Irons”, które jest charakterystyczne dla zespołu Iron Maiden, pochodzi od powiedzenia fanów West Ham United „Up The Hammers”.

## Instrumentarium
- Steve Harris Fender Precision Bass[40]
- Sony WRT 27 Wireless Transmitter
- Raycom/Sony WRR 37 Receiver
- Peter Cornish Custom Switching System
- Trace Elliot GP12X Pre-amp
- DBX 160 Compressor
- C-1 audio FR707 Amplifier
- Custom Marshall 4x12” Cabinet/EVM 12L Speakers
- Korg WT-12 Tuner
- Rotosound Jazz Bass Flat Wound Strings

## Dyskografia
Albumy solowe
| Rok  | Tytuł                                                    | Pozycja na liście | Pozycja na liście | Pozycja na liście | Pozycja na liście | Pozycja na liście | Pozycja na liście | Pozycja na liście | Pozycja na liście | Pozycja na liście |
| Rok  | Tytuł                                                    | UK                | FRA               | DEU               | CHE               | SWE               | NOR               | AUT               | USA               | FIN               |
| ---- | -------------------------------------------------------- | ----------------- | ----------------- | ----------------- | ----------------- | ----------------- | ----------------- | ----------------- | ----------------- | ----------------- |
| 2012 | British Lion - Data: 24 września 2012 - Wydawca: EMI/UME | 39                | 85                | 67                | 40                | 18                | 30                | 66                | 138               | 22                |

## Filmografia
- „Metal Evolution: New Wave of British Heavy Metal” (serial dokumentalny, 2011)[50]
- „Metal Evolution: Power Metal” (serial dokumentalny, 2012)[51]